# セーリーピスット・テーミーヤーウェート
セーリーピスット・テーミーヤーウェート （タイ語: พลตำรวจเอกเสรีพิศุทธ์ เตมียเวส、 1948年9月3日（71歳））はタイの警察（陸軍大将）. 歴代の警察長官。タイ自由党の長官。2007年2月から2008年4月までタイ王立警察長官。コウィット・ワタナ退陣後、タクシン政権で警察長官就任するが、2008年4月に汚職の容疑でサマック・スントラウェート 首相によって解任された  。「カムナンポー」（ ソムチャイクンプルエム ）や「プラプラトゥーナム」（ファイジットタマロイフィニ）などのマフィアのリーダーをターゲットにしたことで評判を得た。軍事政権はまた、 サプラング・カラヤナミトル会長とともに、彼をタイ空港公社ディレクターに任命 。軍事政権に任命された憲法起草委員会と国会議員のタナブーン・ジラヌワットに従事していたFriends of Seri Foundation議長を務めている。ファサウィーシリ・テプチャトリ・テミヤベットと結婚し（ タイ語: พัสวีศิริ เทพชาตรี เตมียาเวส    ）と3人の子供がいる。